# نادي الرمس
نادي الرمس الرياضي الثقافي نادي ثقافي رياضي إماراتي  يقع في مدينة الرمس في امارة رأس الخيمة .     